# Wielka Inteligencja

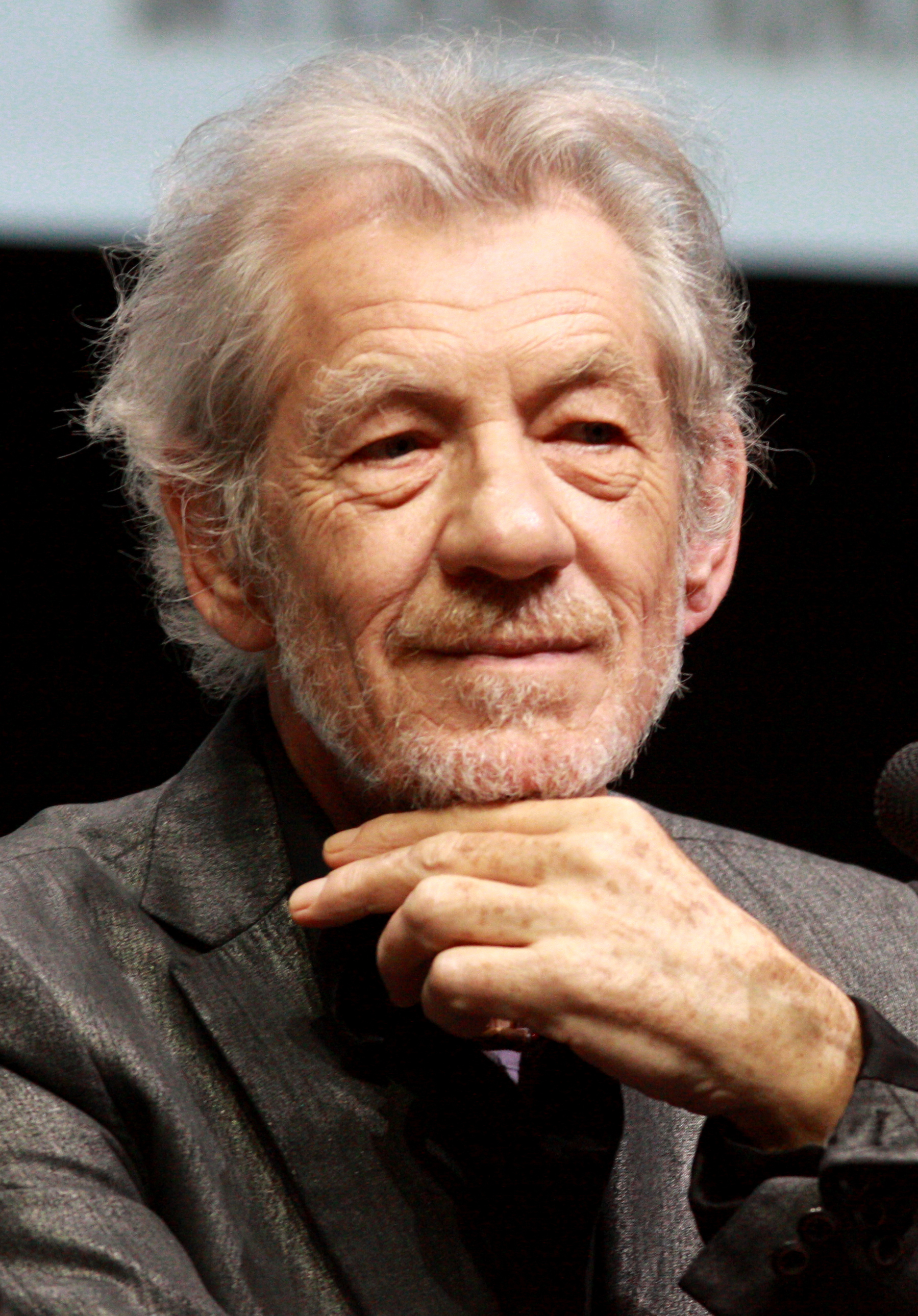
Ian McKellen, jeden z odtwórców roli Wielkiej Inteligencji

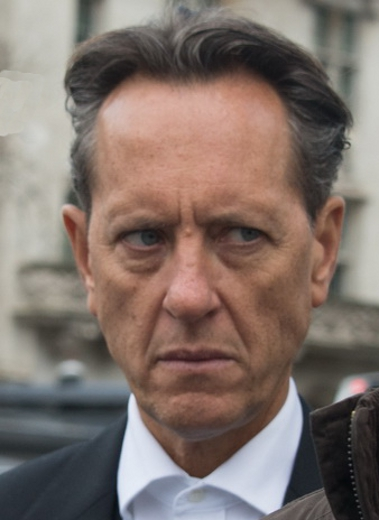
Richard E. Grant, odtwórca roli dr. Waltera Simeona, a później także Wielkiej Inteligencji

Wielka Inteligencja (ang. Great Intelligence) – postać fikcyjna pojawiająca się w brytyjskim serialu science-fiction Doktor Who.
Wielka Inteligencja, pomimo iż nie posiada fizycznej formy, może ją przybrać, dlatego też rolę tę odgrywało kilku aktorów. Po raz pierwszy Wielka Inteligencja pojawia się w historii The Abominable Snowmen (1967), gdzie przybiera formę Padmasambhavy, a rolę tę zagrał Wolfie Morris. W następnym odcinku, w którym ta postać się pojawia, The Web of Fear (1968), przybiera ona formę sierżanta sztabowego Arnolda, którego grał Jack Woolgar. Wielka Inteligencja w serialu nie pojawiała się aż do odcinka Bałwany z 2012 roku, gdzie głosu użyczył jej Ian McKellen. Aktor ten powrócił do roli w odcinku pt. Dzwony świętego Jana w 2013 roku. Wielka Inteligencja pojawia się później w odcinku Imię Doktora (2013), gdzie ona przybiera postać dr. Simeona, którego gra Richard E. Grant. Dodatkowo Wielka Inteligencja pojawia się w spin-offie pt. Downtime (1995), gdzie przejmuje ciało profesora Edwarda Traversa.

## Historia postaci
Wielka Inteligencja pojawia się w The Abominable Snowmen, gdzie kontroluje Yeti i próbuje stworzyć dla siebie fizyczną formę. Plan jednak nie zostaje zrealizowany, ponieważ przeszkadza mu w nich Doktor oraz dwóch jego towarzyszy, Jamie i Victoria.
Po raz kolejny Wielka Inteligencja pojawia się w The Web of Fear, gdzie tym razem przy pomocy armii Yeti chce przyjąć teren londyńskiego metra. Okazuje się, że Inteligencja w ten sposób chciała zwrócić uwagę Doktora, by móc opróżnić jego umysł. Po raz kolejny plan spełza jednak na niczym.
W odcinku Bałwany (ang. The Snowmen) Wielka Inteligencja w postaci bałwana w 1800 r. tworzy więź psychiczną z dr. Simeonem. Kiedy dr Simeon jest już dorosły, Inteligencja  wykorzystuje go do spełnienia swoich celów – z pomocą ludzkiego DNA zamarzniętej w stawie guwernantki, próbuje stworzyć formy życia, które pomogą mu przejąć władzę nad światem. Jedenastemu Doktorowi wraz z Clarą, Vastrą, Jenny i Straxem udaje mu się go powstrzymać. W pewnym momencie odcinka Doktor pokazuje Inteligencji mapę londyńskiego metra, co może oznaczać, że wydarzenia z The Web of Fear, są dla Wielkiej inteligencji przyszłością.
W odcinku Dzwony św. Jana (ang. The Bells of Saint John) Wielka Inteligencja wykorzystując kobietę o imieniu Kizlet, próbuje zbierać umysły ludzi za pomocą sieci wi-fi. Jedną z tych ludzi staje się Clara. Doktor wykorzystując swojego sobowtóra oraz kontrolowanie pracowników uwalnia umysły uwięzionych.
W finale 7. serii pt.: Imię Doktora (ang. The Name of the Doctor) Wielka Inteligencja zmusza Doktora oraz jego przyjaciół do przybycia na Trenzalore, miejsca przyszłego grobowca Doktora. Okazuje się, że grobowcem Doktora jest TARDIS, a wewnątrz jej, pośrodku panelu sterującego jest spleciona cała historia życia Doktora. Wielka Inteligencja w ramach zemsty na Doktorze chce wejść do jego historii i zamienić wszystkie jego zwycięstwa w porażki, nawet jeśli przez to sama zginie. Chcąc ocalić Doktora, do jego historii wchodzi Clara i zyskuje przewagę nad Wielką Inteligencją. Z wiru historii Doktora, Clarę ratuje Doktor. Inteligencja zostaje uznana za zniszczoną, choć jej kopie są splecione w osi czasu Doktora.

### Inne media
Wielka Inteligencja wraz z Yeti pojawia się w spin-offie produkcji Reeltime Pictures pt.: Downtime z 1995 roku. Wraz z nimi pojawiają się m.in. Victoria Waterfield (Deborah Watling), Brygadier (Nicholas Courtney) i Sara Jane Smith (Elisabeth Sladen) oraz nieżyjący już profesor Travers (Jack Watling), który posłużył jako ciało dla Inteligencji. Wielka Inteligencja w tym spin-offie chce użyć internetu tak, by mógł dzięki niemu przekształcać ludzi w jego służbę, Yeti. Film zyskał również swoją książkową wersję w 1996 r. autorstwa Marca Platta, wydania Virgin Missing Adventures.

## Fizyczni słudzy

### Yeti
Yeti są robotami, które są kontrolowane przez Wielką Inteligencję. Początkowo służyły jedynie do pilnowania jaskini w pobliżu buddyjskiego klasztoru w Himalajach oraz do straszenia lub zabijania podróżnych. Kiedy Doktor pokonuje Wielką Inteligencję, Yeti zostają uśpione, a kilka z nich zostaje przewiezionych przez profesora Traversa do Anglii, który miał nadzieję, że są to prawdziwe Yeti.
Yeti przewiezione przez profesora Traversa ponownie się budzą ze względu na powrót Wielkiej Inteligencji. Wówczas mają zaatakować londyńskie metro. Naprzeciw nim wychodzi kilku żołnierzy oraz pomoc naukowa ze strony profesora Traversa, oraz jego córki. Doktorowi udaje się znowu pokonać Wielką Inteligencję i Yeti.
W The War Games Doktor wymienia Yeti jako jedno z wielu zagrożeń, jakie udało mu się pokonać, w czasie jego podróży. Pewne odniesienia do Yeti są ukazane również w Mawdryn Undead, The Five Doctors oraz Battlefield.
W Downtime, spin-offie Doktora Who Wielka Inteligencja próbuje zainfekować internet, tak by zmieniać ludzi w Yeti.

### Bałwany
Bałwany są armią, która została stworzona przez dr Simeona z polecenia Wielkiej Inteligencji. Bałwany mają na celu służenie Wielkiej Inteligencji. Po raz pierwszy Doktor i Clara spotykają Bałwany w wiktoriańskim Londynie. Clara wtedy dowiaduje się, że żeby one przestały atakować, trzeba przestać o nich myśleć. Bałwany i Wielka Inteligencja zostają zniszczone wskutek zmniejszenia energii Wielkiej Inteligencji oraz płaczu rodziny Latimer.

### Chodząca baza wi-fi
Chodząca baza wi-fi wczytywała ludzkie umysły do bazy danych. Była kontrolowana przez agentów Wielkiej Inteligencji, która żywiła się ludzkimi umysłami, jakie udało się im zdobyć. Maszyny te przyjmują postać taką, jaką chcą agenci Wielkiej Inteligencji. Na tylnej stronie głowy mają wklęsły kształt przypominający łyżeczkę. Dzięki tej "łyżeczce" mogą wchłonąć umysł wybranej osoby. Clara była jedną z osób, które zostały wczytane. Doktor postanowił jeden z tych maszyn przeprogramować i kierować ją by ta wzięła jako zakładniczkę Panią Kizlet, po czym wymusić u pracowników zniszczenie bazy.

### Szepty
Podczas wydarzeń z odcinka Imię Doktora Wielkiej Inteligencji towarzyszyły Szepty. Postacie te wyglądają jak wiktoriańscy dżentelmeni, tylko bez zarysów twarzy innych niż usta. Posiadają one bardzo ostre zęby. Wielka Inteligencja może "wejść" do każdego Szeptu, lecz i tak wygląd się zmieni w ostatniego ludzkiego żywiciela, dr Waltera Simeona. Szepty są niezniszczalne i manifestacyjnie szepczą rymy.